# Psychotria chitariana
Psychotria chitariana är en måreväxtart som beskrevs av John Duncan Dwyer och Clement W. Hamilton. Psychotria chitariana ingår i släktet Psychotria och familjen måreväxter. Inga underarter finns listade i Catalogue of Life.